# Christian Groß
Christian Groß (Brema, 8 febbraio 1989) è un dirigente sportivo ed ex calciatore tedesco, di ruolo centrocampista.

## Caratteristiche tecniche
È un centrocampista difensivo.

## Carriera
Dopo aver militato a cavallo di Regionalliga e 3. Liga dal 2008 al 2019, ha esordito in Bundesliga il 1º settembre 2019 disputando con il Werder Brema l'incontro vinto 3-2 contro l'Augusta.
Nell'estate 2024, poco tempo dopo essersi ritirato, è stato assunto come osservatore dal Bayer Leverkusen.